# Сенсе-ле-Рувре
Сенсе́-ле-Рувре́ (фр. Sincey-lès-Rouvray) — коммуна во Франции, находится в регионе Бургундия. Департамент коммуны — Кот-д’Ор. Входит в состав кантона Сольё. Округ коммуны — Монбар.
Код INSEE коммуны — 21608.

## Население
Население коммуны на 2010 год составляло 117 человек.
| 1962 | 1968 | 1975 | 1982 | 1990 | 1999 | 2010 |
| ---- | ---- | ---- | ---- | ---- | ---- | ---- |
| 112  | 121  | 137  | 113  | 94   | 125  | 117  |

## Экономика
В 2010 году среди 73 человек трудоспособного возраста (15—64 лет) 44 были экономически активными, 29 — неактивными (показатель активности — 60,3 %, в 1999 году было 83,3 %). Из 44 активных жителей работали 44 человека (24 мужчины и 20 женщин), безработных не было. Среди 29 неактивных 14 человек были учениками или студентами, 12 — пенсионерами, 3 были неактивными по другим причинам.